# Silvia Torres-Peimbert
Silvia Torres-Peimbert, née Linda Silvia Torres Castilleja à Mexico en 1940, est une astrophysicienne mexicaine, présidente de l'Union astronomique internationale pour le triennat 2015-2018. Elle a étudié puis enseigné à l'université nationale autonome du Mexique. Elle est mariée à l'astronome Manuel Peimbert Sierra (en). Elle a reçu le prix L'Oréal-Unesco pour les femmes et la science en 2011 pour ses recherches sur les compositions chimiques des nébuleuses,.